# Flachware

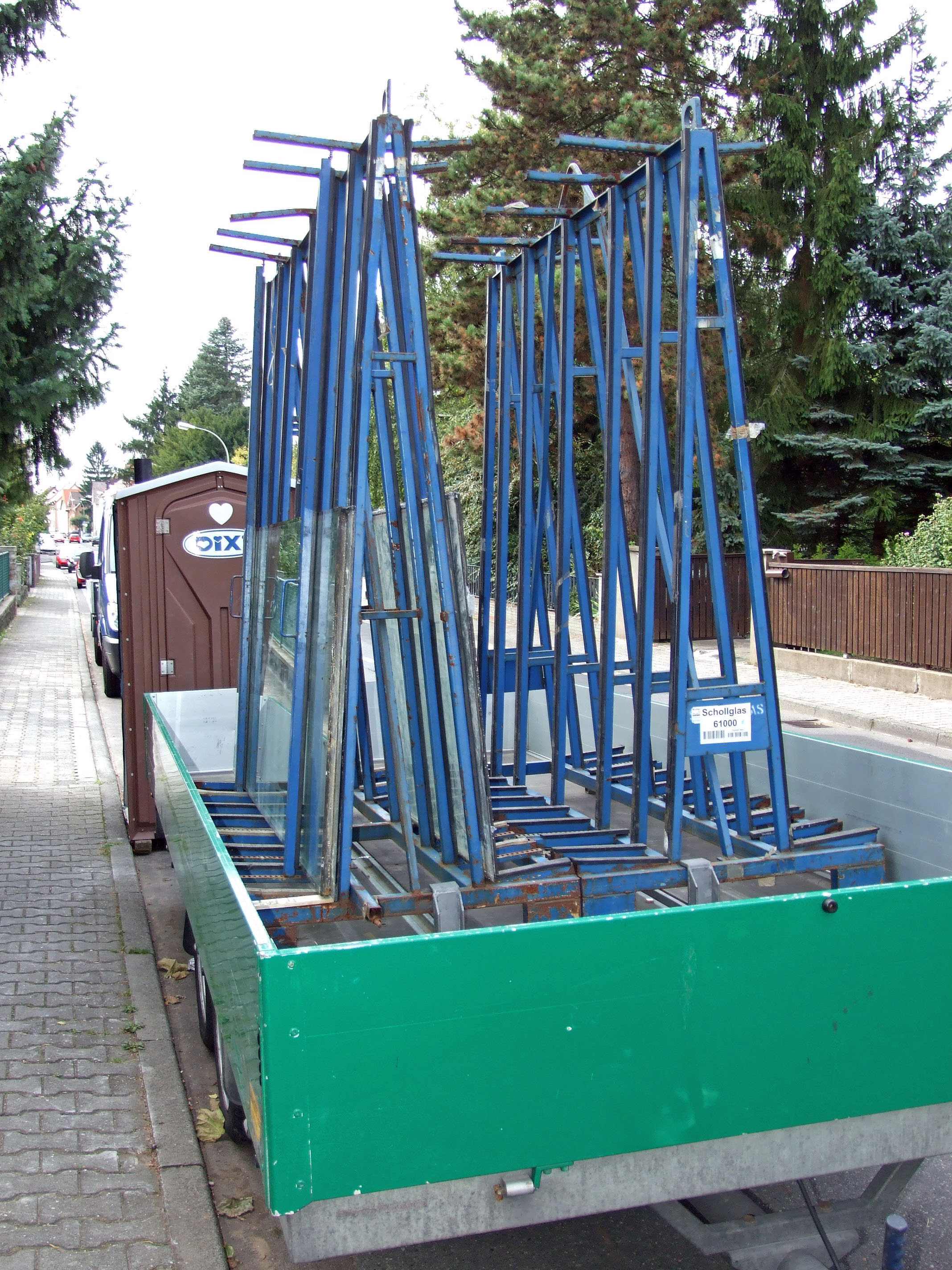
Transportgestell für Flachglas auf Anhänger

Flachware (auch Flachprodukt oder Flacherzeugnis) bezeichnet Handelsware hinsichtlich ihrer überwiegend zweidimensionalen Ausdehnung in Abgrenzung zu solcher in körperhaft dreidimensionalen Ausdehnung.

## Technik

### Stahl
Die Europäische Norm EN 10079 unterteilt Stahlerzeugnisse unter anderem in Flacherzeugnisse und Langerzeugnisse.
Üblich ist auch die Bezeichnung Flachprodukt zur Abgrenzung von den Langprodukten.
Flachprodukte aus Stahl weisen einen etwa rechteckigen Querschnitt auf, dessen Breite viel größer als dessen Höhe ist.
Diese Produktgruppe umfasst Bleche (Feinbleche, Mittelbleche und Grobbleche), Breitflachstähle, Bänder sowie Kassetten- und Trapezbleche.
Daneben werden auch Breitband, längsgeteiltes Breitband und Stab aus längsgeteilten Breitband zu den Flachprodukten gezählt.

### Glas und Keramik

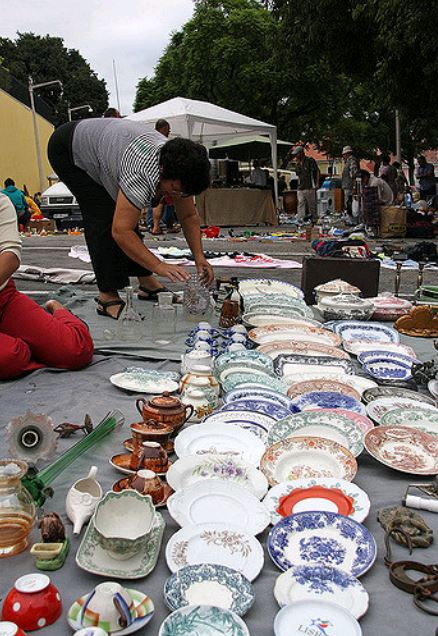
Flachware Teller

In der Glasindustrie ist damit insbesondere Flachglas gemeint, dessen Herstellung und Transportbedingungen sich von zum Beispiel Hohlglas unterscheiden. 
So werden z. B. auch "Scheiben [...] für die Fenster der Pilotenkanzel als Flachglas bezeichnet.
Im Bereich Keramik wird zur Begriffsbestimmung zwischen Hohl- und Flachwaren unterschieden. Keramische Flachwaren sind zum Beispiel Teller.

### Holz
Weitere Flachprodukte sind plattenartige Holzwerkstoffe oder Hartschaumplatten, die aufgrund ihrer flach ausgerichteten Form für den Transport oft gestapelt und zu dadurch in der dritten Dimension zunehmenden, quaderförmigen Gebinden zusammengefasst werden können.

### Textil
Textilien werden auch als gewöhnliche Flachware, etwa aus Baumwolle, bezeichnet, so zum Beispiel Kunstseide- und Baumwollsocken

## Kunst und Wissenschaft

### Kunsthandel
Im Kunsthandel sind mit Flachwaren vor allem Grafiken, Gemälde, Fotografien, Drucke etc. gemeint, also Kunstwerke, die gemeinhin an die Wand gehängt werden. Auch Lichtprojektionen sind Flachware in Form von Videostills oder Filmen etc.

### Museumswissenschaft
Insbesondere in den Museumswissenschaften ist der Terminus Flachware für Schrift-, Bild- und Tondokumente und Schautafeln gebräuchlich in Abgrenzung zu dreidimensionalen Ausstellungsobjekten. So solle etwa in einem Naturkundemuseum keine Flachware wie in einem Bildermuseum gezeigt werden, da es der Vorzug der Naturgeschichte sei, dass in drei Dimensionen gearbeitet werden könne.
In Museumsdepots wird im Gegensatz zu Archiven zumeist keine Flachware gesammelt; eine strikte Ausrichtung nach Dimensionalität ist aber nicht zielführend, da es sich bei Schrift-, Bild- und Tondokumenten auch um Museumsgut handelt.

### Archivwissenschaft
In Archiven werden flach ausgebildete Trägermaterialien gesammelt in Abgrenzung von Depots, in denen dreidimensionale Objekte gesammelt werden.
Im Gegensatz zu dreidimensionalen Objekten, deren materieller Erhalt als Ganzes angestrebt wird, ist die Flachware in Archiven mitunter nur als Trägersubstanz interessant, also deren darauf in Form von Zeichen enthaltenen Informationen, sodass diese als zweidimensionale Vorlagen, etwa durch Scanner, leicht zu reproduzieren sind.
Dokumente als solche, wie Unterlagen, Bücher, Schriftstücke, Briefe, Manuskripte, Zeichnungen, Drucke, Fotografien etc. jeglichen Inhalts werden gemeinhin als Flachware bezeichnet und sind durch ihre flache Form als Archivalien leicht archivierbar.